# Cetariu
Cetariu (Hongaars: Hegyközcsatár) is een Roemeense gemeente in het district Bihor.
Cetariu telt 2133 inwoners, in meerderheid etnische Hongaren. De gemeente behoort tot de streek Érmellék.